# Карякин, Владимир Юрьевич
Владимир Юрьевич Карякин (бел. Уладзімір Юр'евіч Каракін, род. 10 декабря 1989, Минск, Белорусская ССР, СССР) — белорусский музыкант, автор песен, режиссер, саунд-продюсер. Один из основателей и бессменный участник рок-группы Litesound, в составе который представлял Беларусь на Евровидении-2012 и Новой волне 2010.

## Биография
Родился 10 декабря 1989 года в Минске. Его старший брат Дмитрий Карякин является солистом группы Litesound. Окончил факультет английского языка Минского государственного лингвистического университета. Начал артистическую деятельность в 11 лет в Китае, куда он переехал с семьей. Со своим братом Дмитрием Карякиным он выступал в местных клубах, колледжах и университетах, дуэт исполнял собственные песни на английском языке, успешно участвовал в конкурсах и фестивалях. В 2005 году они создали группу Litesound.
Соавтор песни-гимна Чемпионата мира по хоккею «Brothers», саундтрека «UFO» для одноименного шоу братьев Эдгарда и Аскольда Запашных, официальной песни для вторых Европейских игр «Champion», гимна Первого дивизиона чемпионата мира по хоккею с шайбой среди молодёжных команд 2020 «Fight For The Dream», гимна гандбольного клуба «Динамо-Минск» и солигорской хоккейной команды «Шахтер», песен белорусских и зарубежных артистов: Bycity, Веры Каретниковой, Ани Шаркуновой, Риты Дакоты, Татьяны Балецкой, Анны Рыбак, Karyna, Михаила Балясинского и других.
Номинант и обладатель премии «Песня года Беларуси».
Обладатель Национальной музыкальной премии Беларуси в номинации «Лучший клип года» (Оператор-постановщик).
Номинант Национальной музыкальной премии «Лира» — «Лучший клип года» (Режиссер).
13 октября 2022 года был задержан вместе с братом и родителями. В марте 2023 года все четверо были приговорены к нескольким годам «домашней химии» за участие в протестах 2020 года.
30 ноября 2022 года правозащитный центр «Весна» признал Карякиных политическими заключёнными.